# František Kříž
František Kříž (ur. 18 maja 1884 w Pradze, zm. 30 lipca 1966) – szermierz reprezentujący Czechy oraz Czechosłowację, uczestnik igrzysk w Sztokholmie w 1912 roku oraz igrzysk w Amsterdamie w 1928 roku.

## Występy na igrzyskach

### Letnie Igrzyska Olimpijskie 1912
- floret indywidualnie – odpadł w pierwszej rundzie
- szpada indywidualnie – odpadł w półfinale
- szpada drużynowo – miejsca 5-8

### Letnie Igrzyska Olimpijskie 1928
- szpada indywidualnie – odpadł w pierwszej rundzie
- szpada drużynowo – miejsca 5-8